# Mount Crowder
Mount Crowder ist ein markanter und 2485 m hoher Berg im ostantarktischen Viktorialand. In den Monteath Hills der Victory Mountains ragt er 10 km nordöstlich des Mount Tararua auf.
Der United States Geological Survey kartierte ihn anhand eigener Vermessungen und Luftaufnahmen der United States Navy aus den Jahren von 1960 bis 1964. Das Advisory Committee on Antarctic Names benannte ihn 1969 nach Dwight F. Crowder (1925–1970), Geologe auf der Hallett-Station zwischen 1964 und 1965.